# João Mota Pereira de Campos
João Mota Pereira de Campos (Ruivães, Vieira do Minho, 19 de março de 1927 — Lisboa, 3 de abril de 2021) foi um jurista, advogado e professor universitário, especialista em Direito Comunitário, que exerceu relevantes funções políticas, enre as quais as de Secretário de Estado da Agricultura, Ministro de Estado Adjunto da Presidência do Conselho e Ministro da Agricultura e Comércio dos governos de António de Oliveira Salazar e de Marcello Caetano. Foi um jurista e académico notável, que deixou vasta obra publicada, e a quem se deve o início dos estudos de Direito Comunitário em Portugal.

## Biografia
João Mota Campos nasceu em Ruivães, concelho de Vieira do Minho, no distrito de Braga, em 1927. Concluiu o ensino primário em Vieira do Minho, em 1937, matriculando-se de seguida no Liceu Sá de Miranda, em Braga, onde em 1944 concluiu o ensino secundário. Obteve em em 1949 a licenciatura em Ciências Jurídicas e Político-Económicas pela Universidade de Coimbra. Concluído o curso, prestou o serviço militar obrigatorio, tendo feito o curso da Escola Prática de Infantaria, em Mafra, sendo colocado no Regimento de Infantaria n.º 7, em Braga.
Concluído o serviço militar, terminou o estágio da Ordem dos Advogados em Vieira do Minho, em que se inscrevera em 1949, concorendo de seguida para um lugar de delegado do Procurador da República, sendo provido para o tribunal de Paredes de Coura. Estabeleceu-se em Braga, passando a exercer advocacia, concorrendo a uma vaga de conservador do Registo Predial, tendo exercido essas funções em de 1950 até 1957 em Esposende. Nesse período foi vice-presidente da Comissão Concelhia da União Nacional em Esposende. Também nesse período, acumulou as funções de conservador com a prática de advocacia em Braga, cidade onde acabou por se fixar, até 1970.
Em 1957 foi convidado a integrar a Câmara Corporativa, na VII Legislatura (1957/1961), como procurador nomeado pelo Conselho Corporativo. Nessa qualidade foi redator ou subscreveu pareceres sobre vários temas, com destaque para os relacionados com o direito de propriedade.
Em 1960 foi nomeado Secretário de Estado da Agricultura a convite de António de Oliveira Salazar, cargo que desempenhou até 1962. Neste último ano retomou a sua atividades como advogado e conservador do Registo Predial em Esposende.
Em 1968 foi nomeado presidente da Comissão de Planeamento da Região Norte, cargo que exerceu até ser 1970 escolhido por Marcelo Caetano para Ministro de Estado Adjunto da Presidência do Conselho, com competências no campo do planeamento económico, funções que exerceu de 30 de outubro de 1971 a 15 de março de 1974. Em 15 de março de 1974 foi transferido para as funções de Ministro da Agricultura e do Comércio, cargo que exerceu até ao derrube do Governo pela Revolução de 25 de Abril de 1974.
Após a Revolução dos Cravos exilou-se para França, onde concluiu em 1976 o mestrado em Direito Internacional Público e em 1977 outro mestrado em Direito Comunitário pela Universidade de Estrasburgo. Obteve em seguida o doutoramento de Estado em Direito Público pela mesma Universidade, sendo aprovado em 1979. Também obteve o diploma do Instituto de Altos Estudos Europeus de Estrasburgo (Institut des hautes études européennes).
Regressou então a Portugal e retomou a sua carreira na advocacia, tendo representado o Estado Português em vários casos perante o Tribunal de Justiça da União Europeia e elaborado numerosos pareceres em matéria de Direito Europeu. Ingressou então na docência do ensino superior, as áreas de Direito Europeu, Direito Internacional Público e Relações Internacionais, atingindo o grau de professor catedrático do Instituto Superior de Ciências Sociais e Políticas da Universidade Técnica de Lisboa e da Universidade Católica Portuguesa.
Aderiu ao CDS quando Adriano Moreira liderava o partido, foi membro do seu Conselho Consultivo, da Comissão Política e da Comissão Nacional de Jurisdição. Chegou a candidatar-se a deputado pelo círculo eleitoral de Leiria. É autor de múltiplas obras sobre Direito Comunitário e Relações internacionais. Foi designado pela Assembleia da República para vogal da Comissão Nacional de Eleições, cargo que exerceu por vários anos até 1999.
João Mota de Campos dedicou-se igualmente com grande empenho à valorização das suas propriedades agrícolas e florestais no concelho de Penamacor, na Beira Baixa. Por ocasião da sua morte as Câmaras Municipais de Penamacor e de Esposende deliberaram um voto de pesar.
Foi pai de João Luís Mota Campos, advogado, que foi Secretário de Estado da Justiça no Governo de Durão Barroso.

## Obras
Entre muitas outras, é autor das seguintes obras:
- Usufruto de Universidades de Facto. Dissertação do Curso Complementar de Ciências Jurídicas, Faculdade de Direito de Coimbra, 1949
- Estatuto Judiciário Anotado. Coimbra Editora, 1953.
- Registo Comercial. Ed. Cávado, 1955.
- Rumo ao Futuro – Contribuição para a definição e execução de uma política agrária, Lisboa, 1963.
- Emparcelamento da Propriedade Rústica (em colaboração com A. Borges de Araújo). Braga, 1963.
- La primauté des traités sur les lois internes posterieures. Strasbourg, 1976.
- Sur les rapports entre le droit communautaire et le droit constitutionnel des États membres de la Communauté Europeene. Strasbourg, 1977.
- L’Odre Constitutionnel Portugais el le droit communautaire – Thèse. Strasbourg, 1980, 2 vols.
- Sur la compatibilité de la Constituition économique portugaise avec l’ordre économique communautaire. Strasbourg, 1982
- A Ordem Constitucional Portuguesa e o Direito Comunitário. Ed. Pax., 1982.
- As relações da Ordem Jurídica Portuguesa com o Direito Internacional e com o Direito Comunitário à Luz da Revisão Constitucional de 1982. Tese apresentada por ocasião do concurso de agregação, Lisboa, 1985.
- Um instrumento de Integração Europeia – A Convenção de Bruxelas de 27 de Setembro de 1968 sobre a Competência Judiciária, reconhecimento e Execução das Sentenças. Separata do Boletim do Ministério da Justiça, n.º 22(1985).
- Direito Comunitário, 4 volumes. Ed. da Fundação Calouste Gulbenkian.
- Manual de Direito Comunitário. Coimbra Editora (5 ediçõs).
- Manual de Direito Europeu. Coimbra Editora (2 edições).
- O Direito Processual da União Europeia – contencioso Comunitário, Fundação Calouste Gulbenkian (2 edições).